# Smirnovo (Altaï)
Pour les articles homonymes, voir Smirnovo.
Smirnovo est un village du kraï de l'Altaï en Russie. Au recensement de 2013, on comptait 263 habitants.